# Vlag van Bergen (België)
De vlag van Bergen is op onbekende datum bij raadsbesluit vastgesteld als de vlag van de Henegouwse gemeente Bergen. De vlag kan als volgt worden beschreven:
Drie even lange banen van rood, van wit en van rood.
De kleuren van de vlag zijn afkomstig op het gemeentewapen. Dit gemeentevlag is identiek aan de vlag van Peru, evenals de vlag van Hoogstraten.
Jemappes had een gemeentevlag met twee verticale banen van blauw-wit, tot die bij de gemeentelijke herindeling van 1977 toegevoegd werd aan de gemeente Bergen.

Vlag van Peru
De vlag van de voormalige gemeente Jemappes